# 2330 Ontake
2330 Ontake eller 1977 DS3 är en asteroid i huvudbältet som upptäcktes den 18 februari 1977 av de båda japanska astronomerna Hiroki Kōsai och Kiichirō Furukawa vid Kiso-observatoriet i Japan. Den har fått sitt namn efter vulkanen Ontake i Japan.
Asteroiden har en diameter på ungefär 33 kilometer.